# Institut des arts de Séoul
L'Institut des Arts de Séoul (SeoulArts) est une université des arts fondée par Yoo Chi-Jin en 1962.

## Historique
En 1931, Yoo Chi-Jin (1905-1974), dramaturge et éducateur, crée l'Institut de recherche sur les arts dramatiques puis en 1962 le Centre dramatique, l'Institut coréen de recherche sur le théâtre et l'Académie de theâtre, qui deviendront plus tard l'Institut des Arts de Séoul.
Depuis 2001, le campus se situe à Ansan dans la province de Gyeonggi.

## Enseignements
L'Institut des Arts de Séoul compte quatorze départements : 
- Arts numériques
- Arts visuels
- Danse
- Design d'intérieur
- Dramaturgie
- Écriture créative
- Film
- Interprétation
- Musique appliquée
- Musique traditionnelle coréenne
- Photographie
- Publicité créative
- Radio
- Théâtre

## Personnalités liées

### Professeurs
- Choi In-hun
- Oh Kyu-won
- Kim Hyesoon
- Chong Hyon-jong
- Hwang Sun-mi
- Han Kang
- Kim Soo-yong

### Étudiants
Cinéma
- Bang Eun-jin
- Cha Tae-hyun
- Choi Myung-gil
- Hwang Jeong-min
- Kang Hye-jeong
- Kim Ha-neul
- Ko Chang-seok
- Ryoo Seung-ryong
- Song Il-gon
- Yun Jin-seo
- Yoon Sung-hyun

Littérature
- Cheon Un-yeong
- Jang Seoknam
- Jung Ihyun
- Pyun Hye-young
- Jo Kyung-ran
- Kang Young-sook
- Kim Ryeo-ryeong

Musique
- Kim Bum-soo